# 平野眞一
平野 眞一（ひらの しんいち、1942年8月7日 - ）は、日本の工学者。第12代名古屋大学総長。専門は無機材料化学、結晶成長学、材料評価学。セラミックス分野の大家。工学博士（名古屋大学、1970年）。

## 略歴
- 1965年3月 - 名古屋大学工学部応用化学科卒業
- 1970年3月 - 名古屋大学大学院工学研究科応用化学および合成化学専攻博士課程修了
- 1970年4月 - 東京工業大学工業材料研究所助手
- 1971年8月 - ペンシルベニア州立大学博士研究員
- 1976年10月 - 東京工業大学工業材料研究所助教授
- 1978年4月 - 名古屋大学工学部助教授
- 1983年8月 - 名古屋大学工学部教授
- 1997年4月 - 名古屋大学大学院工学研究科教授
- 1999年4月 - 名古屋大学高温エネルギー変換研究センター長（2002年3月まで）
- 2002年4月 - 名古屋大学先端技術共同研究センター長（2003年3月まで）
- 2003年4月 - 名古屋大学大学院工学研究科長・工学部長（2004年3月まで）
- 2003年5月 - 日本セラミックス協会会長（2004年5月まで）[1]
- 2004年4月 - 国立大学法人名古屋大学第12代総長（2009年3月まで）
- 2009年4月 - 独立行政法人 大学評価・学位授与機構 機構長（2012年3月まで）
- 2009年5月 - 上海交通大学講席教授・学長特別顧問
- 2010年6月 - 上海交通大学平野材料創新研究所長
- 2013年2月 - 文部科学省科学技術・学術審議会学術分科会長[2]

## 受賞・栄典
- 1982年 - 東海化学工業会賞
- 1984年 - 紛体粉末冶金協会研究功績賞
- 1986年 - 窯業協会（現・日本セラミックス協会）学術賞
- 1989年
  - 日本化学会学術賞
  - アメリカセラミックス学会Fellow、Richard M. Fulrath賞
- 1991年
  - 日本セラミックス協会研究功労賞
  - Academician（国際セラミックアカデミー・アカデミシャン、World Academy of Ceramics）
- 2000年 - 日本ファインセラミックス協会国際賞
- 2001年 - 日本工学アカデミー会員
- 2006年 - アメリカセラミックス学会最高栄誉賞
- 2008年 - Einstein Professorship賞（アインシュタイン教授賞、中国科学院）
- 2009年 - 日本結晶成長学会業績賞
- 2010年 - 岡崎清功労賞
- 2012年 - Plaque of Honor (Office for National Education Standards and Quality Assessment, Thai)
- 2015年 - 美浜町名誉町民
- 2018年 - 瑞宝大綬章[3]
- 2021年 - 日本セラミックス協会功績大賞[4]